# Collisione aerea di Ramstein
La collisione aerea di Ramstein è un incidente aereo verificatosi nel corso di un'esibizione acrobatica il 28 agosto 1988 durante l'Airshow Flugtag '88 nella base NATO di Ramstein, in Germania Ovest.
L'incidente avvenne durante l'esibizione delle Frecce Tricolori, quando la pattuglia acrobatica italiana si apprestava a completare la figura del cardioide ("a forma di cuore"). A provocare la sciagura fu la collisione in volo fra i tre Aermacchi MB-339PAN pilotati dal tenente colonnello Ivo Nutarelli (PONY 10, Solista), dal tenente colonnello Mario Naldini (PONY 1, Capo Formazione) e dal capitano Giorgio Alessio (PONY 2, 1° Gregario Sinistro). Mentre gli aerei PONY 1 e 2 precipitarono in fiamme sulla pista, l'aereo PONY 10 si abbatté sulla folla, causando 67 vittime e 346 feriti tra gli spettatori.
I resti dei tre velivoli delle Frecce Tricolori coinvolte nell'incidente furono acquistati dal Museo dell'Aviazione di Rimini nel 1989 e lì sono rimasti esposti per diversi anni. Poi, su richiesta dello Stato maggiore dell'Aeronautica militare italiana, il museo li donò alla stessa ricevendo in cambio un monumento commemorativo in memoria dei morti di questo tragico incidente ed un velivolo F-104 ASA. In seguito alla tragedia di Ramstein, furono per tre anni vietate le esibizioni aeree sul territorio tedesco, ed in seguito riviste le misure di sicurezza allontanando il pubblico dall'area delle evoluzioni acrobatiche.

## Storia
L'incidente avvenne all'inizio dell'esibizione, quando i velivoli si apprestavano ad eseguire un cardioide. All'evento erano presenti circa 300 000 persone.
La figura del cardioide avrebbe dovuto mostrare nel cielo un grande cuore trafitto proprio di fronte agli spettatori; dopo aver tracciato la figura nel cielo, le formazioni laterali, cinque velivoli da sinistra (interni alla figura e più prossimi al punto d'intersezione) e quattro da destra (più esterni alla figura e approssimati al pubblico), si avviavano a chiudere il "cuore" per il passaggio finale del solista che, provenendo frontalmente rispetto al pubblico, avrebbe dovuto incrociare i due gruppi sorvolando il punto di incrocio dopo circa cinque secondi. Al momento dell'incrocio decisivo, l'altezza dei velivoli rispetto al suolo era di circa 40 metri.
L'aereo denominato PONY 10, quello del solista tenente colonnello Nutarelli, eseguì la sua manovra dapprima con un lieve ritardo e, successivamente a una serie di correzioni, recuperando un eccessivo anticipo che portò il velivolo in rotta di collisione con i due gruppi che si apprestavano all'incrocio di fronte al pubblico e al centro della pista. Nutarelli, universalmente riconosciuto come un pilota eccellente e che aveva eseguito la stessa figura oltre 70 volte nella sua carriera di solista, compresa quella durante le prove del giorno precedente (durante la quale era giunto in ritardo di alcuni secondi), operò diverse correzioni di manovra fin dalla fase di apertura, durante la quale il suo velivolo salì maggiormente di quota rispetto agli altri compagni (come si evince dall'angolo quasi retto generato dal fumo bianco di PONY 10).
Resosi conto di essere in anticipo, cercò presumibilmente di rallentare la picchiata estraendo l'aerofreno ventrale, degradando così l'aerodinamica del velivolo e riducendone di fatto la velocità. Gli speciali strumenti volti al calcolo dello stress da accelerazione installati esclusivamente sul velivolo del solista indicarono che, solo negli istanti prima dell'impatto, Nutarelli tentò una brusca manovra correttiva per far prendere quota al suo velivolo, subendo una straordinaria sollecitazione vicina ai 10G. Malgrado l'estremo tentativo, il solista non riuscì a evitare l'impatto, giungendo fatalmente al punto d'intersezione della figura. Lo stabilizzatore destro di coda del PONY 10 attraversò l'abitacolo di PONY 2, uccidendo all'istante il cap. Alessio, quasi contemporaneamente la parte anteriore del velivolo impattava, frantumandola, la parte posteriore della fusoliera del velivolo del capo formazione Naldini (PONY 1), tranciandone la coda e rendendolo ingovernabile. Nutarelli morì sul colpo. Frammenti dei due aerei colpirono anche i velivoli PONY 3 e 5, che riuscirono ad allontanarsi dalla scena.
PONY 1 si schiantò su una corsia laterale alla pista senza che Naldini potesse salvarsi malgrado l'azionamento del seggiolino eiettabile e coinvolgendo l'elicottero medico Black Hawk e il suo pilota, il capitano statunitense Kim Strader, che riportò gravissime ustioni, a causa delle quali egli morì alcuni giorni dopo in ospedale. Contemporaneamente, PONY 2 precipitò sulla pista ed esplose senza causare danni di rilievo. PONY 10, del tutto privo della cabina di pilotaggio e avvolto dalle fiamme, si impennò cadendo poi al suolo con l'ala destra e scivolando in una nube di carburante incendiato sull'erba davanti all'area del pubblico, dove investì gli spettatori per poi arrestarsi nell'urto contro un furgone di gelati ivi parcheggiato.
Il luogo dell'impatto iniziale veniva ritenuto il migliore disponibile per assistere alla manifestazione, essendo infatti il più vicino all'area di volo e dunque alla minima distanza consentita al pubblico. Data la sua posizione centrale rispetto al resto della pista, il posto era anche il più affollato. Tra gli altri, rimase coinvolto anche il cineoperatore della Pattuglia acrobatica nazionale (PAN); la sua telecamera e i contenuti delle registrazioni finirono anch'essi distrutti dalle fiamme.
L'intera tragedia si compì in soli sette secondi, un lasso estremamente breve a causa della bassa quota delle manovre, tale da rendere drammaticamente casuale o improbabile qualsiasi tentativo di fuga della folla dalle traiettorie dei rottami impazziti, delle schegge o del fuoco. I piloti sopravvissuti volarono in formazione nei pressi della base finché non fu ordinato loro di atterrare nella base aerea di Sembach.

## Il cardioide
Il cardioide è la seconda figura eseguita nel programma delle Frecce Tricolori, allora come ora, che si sussegue al looping in formazione a piramide che apre lo show. Dalla piramide, i velivoli passano alla formazione a rombo, con il solista che spunta fuori dalla coda della geometria. Provenendo dal fronte rispetto al pubblico, la formazione sale quindi in verticale e, raggiunta la quota di circa 1 500 metri, si separa in un gruppo da cinque velivoli (alla cui testa c'è PONY 1, il capo formazione) e in uno da quattro (capitanati da PONY 6). Queste due "sezioni" si aprono verso sinistra e verso destra, ruotando per andare a testa giù e iniziare a disegnare con i fumi le due curve alte della forma del cuore.
Il solista, che è indietro, prosegue verso l'alto, iniziando ad accumulare un leggero ritardo causato dalla posizione arretrata e dalla conseguente entrata nella fase di rovesciamento posposta rispetto alle due sezioni che si sono mosse prima di lui. La sua manovra è identica a quella dei due gruppi, ma sviluppata sul piano tangente all'area di manifestazione; in sostanza, compie un looping in direzione opposta al pubblico, di fatto quasi scomparendo a causa dei fumi e della distanza. Il ritardo tra le sezioni e il solista è garantito dalla differenza di tempistiche nell'apertura e, soprattutto, dal capo formazione, il quale continuativamente informa tutti i velivoli della propria posizione e velocità. Al solista non rimane che tenere il proprio looping più o meno chiuso rispetto a quello comunicato per essere certo di arrivare in ritardo. Spesso, come accadde anche durante il giorno delle prove a Ramstein, il problema era accumulare troppo ritardo: due o tre secondi in più rispetto ai tre o quattro che rientravano nella normalità del risultato di manovra.
Mentre tutti i velivoli eseguono un loop, le due sezioni chiudono la forma del cuore allineandosi una a sinistra e una a destra della pista. Al loro incrocio l'illusione ottica per chi osserva da davanti è che si scontrino, mentre in realtà i velivoli si sfiorano a qualche decina di metri, in perfetta sicurezza. Dopo qualche secondo, nella nebbiolina bianca generata dai fumi bianchi, ecco spuntare il solista, che si impenna verso l'alto, sorvolando il punto di incrocio. Il risultato, visto da terra, è spettacolare in quanto si ha l'impressione che gli aerei passino contemporaneamente per lo stesso punto, anche se in realtà passano a tre quote diverse; questo è dovuto alla prospettiva ortogonale della figura e alla velocità dell’esecuzione.
Le due sezioni poi si riuniscono, mentre il solista si prepara ad alternarsi alla formazione dei nove velivoli per uno spettacolo senza interruzioni.
In seguito all'incidente di Ramstein, il cardioide venne modificato nella figura che possiamo ammirare oggi: dopo l'apertura, il solista si allontana dal resto della pattuglia per prepararsi ai suoi passaggi e non attraversa più il centro dell'area di manifestazione dopo l'incrocio delle due sezioni composte una da cinque e l'altra da quattro velivoli.

### Il cardioide a Ramstein
Considerando l'estrema preparazione dei piloti acrobatici in genere, e ancor di più quelli della Pattuglia acrobatica nazionale, possono essere osservate alcune dinamiche anomale nell'esecuzione dell'intera figura del cardioide a Ramstein. Al contrario di quanto riportato dai mass media del tempo, la figura presentava «rischio quasi zero», come affermato anche dallo stesso comandante della PAN dell'epoca, Diego Raineri. In effetti, quello che spesso sfugge ai più è che tutte le manovre venivano, e vengono, eseguite migliaia di volte, di fatto diventando un automatismo con ampi margini di sicurezza, vie di fuga e tempi di correzione.
In aria la comunicazione era costante e le figure venivano coordinate da terra dalla "Biga", la pedana sulla quale il comandante (all'epoca Diego Raineri) perfezionava al metro la distanza e la posizione di ogni velivolo, compreso quello di Nutarelli. Tutti, in sostanza, erano a precisa conoscenza di posizione e velocità dei compagni in volo.
L'apertura, di norma chiamata dal capoformazione Mario Naldini, appare in anticipo, tanto da spingere Ivo Nutarelli a correggere immediatamente l'assetto del suo MB-339. Il risultato è una rotazione netta che, invece di disegnare la caratteristica curva tonda del looping, forma un angolo di circa 90 gradi fra le traiettorie prima e dopo la manovra in questione. Come ricordato in più interviste e in due deposizioni presso l'Arma dei Carabinieri e presso il giudice Rosario Priore da Renzo Plos, crew chief di PONY 6 (pilotato da Giampietro Gropplero di Troppenburg) e grande amico di Nutarelli, oggi scomparso, a Ramstein il solista eseguì un inedito "square loop" invece di un "loop". Una figura completamente diversa da quella prevista, una manovra disordinata, in radicale contrasto con la precisione millimetrica e l'estremo piglio calcolatore volto ad azzerare ogni rischio per il quale Nutarelli era famoso, come pilota e nella vita privata.
Alcuni fanno notare che la sezione dei cinque velivoli comandati da Naldini appare di qualche metro più in alto del dovuto, soprattutto se paragonata a quella della sezione da quattro, e che questo dettaglio abbia contribuito alla tragedia; difatti, qualora le altezze fossero state corrette, l'MB-339 di Nutarelli avrebbe probabilmente evitato lo scontro. Seppur apparentemente plausibili, si tratta tuttavia di considerazioni difficili da valutare a pieno al netto di errori di prospettiva e distanza.
In ogni caso, è interessante sottolineare alcuni aspetti tecnici: se si confronta il supposto ritardo iniziale da parte di Nutarelli con il momento della collisione risulta un errore compreso tra i 6 e i 10 secondi (la somma tra ritardo ed eccessivo recupero rispetto al momento previsto per l'incrocio). A 250 nodi medi di velocità (circa 450 km/h o 125 m/s), la distanza percorsa varia tra i 750 e 1 250 metri nello stesso lasso temporale. Considerando che il looping completo di un velivolo MB-339 nella configurazione PAN durante una figura come quella del cardioide ha una ampiezza di diametro pari a meno di 1 000 metri, si intuisce l'abnormità dell'errore ipotizzato.

## Il ruolo del comandante della PAN
Il comandante delle Frecce Tricolori, durante le manifestazioni, si trova a terra, precisamente al centro della linea del pubblico in una postazione chiamata, in gergo, "Biga" e, collegato via radio con tutta la formazione, dirige il volo e ne garantisce la sicurezza. Il capoformazione è responsabile di guidare la formazione durante tutte le figure acrobatiche.
Nel 1988, il comandante della PAN era Diego Raineri. La sua figura, pur di straordinaria importanza per il corretto procedere della manifestazione, si è persa nel tempo, e dopo l'incidente è di fatto scomparso dalla scena dell’Aeronautica militare italiana.
Durante le conferenze stampa a seguito dell'incidente di Ramstein e nelle deposizioni presso la magistratura che sono a disposizione della famiglia Nutarelli, Raineri afferma che tutto si svolgeva a rischio zero e che dalla Biga era impossibile per lui comprendere la reale posizione del velivolo del solista. Dalle sue dichiarazioni e da quelle dell'AMI la figura del comandante appare quasi accessoria, un osservatore che poco può fare dalla sua posizione a terra.

## La figura di Ivo Nutarelli
Come riportato dalla perizia sull'incidente redatta dall'Aeronautica militare dopo quelle statunitense e tedesca (resa pubblica solo dopo 24 anni), Ivo Nutarelli era considerato un pilota estremamente capace, un calcolatore che non amava rischiare e molto attento alla forma fisica: correva tutti i giorni con sole o pioggia, mangiava sano, non fumava e non beveva. Il fratello Giancarlo, seguito dall'avvocato Osnato (che già tutela i familiari delle vittime di Ustica) come parte lesa, ha più volte raccontato di come Nutarelli non superasse mai neppure i limiti di velocità con la propria auto, tanto da essere canzonato dall'intera famiglia quando gli fu recapitata una multa per aver ecceduto di 2 km/h il limite dei 70 previsti su quel tratto di strada.
Lo stesso comandante della PAN al momento dell'incidente, Diego Raineri, dichiarerà nelle proprie deposizioni riguardo a Nutarelli che si trattava di un uomo «all'apice della carriera, gratificato» e positivo per tutto il gruppo di volo, per il quale non solo si recava personalmente a ritirare i nuovi MB-339 dalla fabbrica dell'Aermacchi per testarli a uno a uno, ma era anche responsabile di formare tutte le nuove leve entrate nel reparto delle Frecce Tricolori.

### L'attività della famiglia Nutarelli
Giancarlo Nutarelli, fratello del pilota e da sempre assolutamente convinto della radicale inesattezza della versione ufficiale, nel corso degli anni ha tenuto numerose interviste e conferenze dal vivo e online, parlando nelle scuole, in trasmissioni televisive e radiofoniche per raccontare i dettagli di cui le analisi sull'incidente sembrano non volere tenere conto.
Dal 2013 è entrato nella Associazione vittime della strage di Ustica e, seguito dall'avvocato Daniele Osnato, che ne cura gli associati, porta avanti una battaglia contro le Istituzioni per fare luce sui numerosi aspetti non chiariti dell'incidente.
A più riprese minacciato personalmente con messaggi anonimi fin dai giorni successivi a Ramstein, Giancarlo Nutarelli si è sempre opposto con forza all'apparente superficialità delle indagini sull'incidente, ai documenti prodotti dalle commissioni e alla sistematica scomparsa di dati dal valore inestimabile per la comprensione delle dinamiche che hanno causato il disastro. Tra questi possono essere annoverati:
- la registrazione delle comunicazioni tra "Biga" e capo formazione e tra capo formazione e pattuglia durante il cardioide (introvabili)
- i materiali di terra di pertinenza dei singoli velivoli e in particolare i riscontri di sicurezza dei serbatoi supplementari del velivolo di Nutarelli (mai ritrovati)[13]
- le stesse testimonianze degli altri piloti e dell'Aeronautica militare italiana nel suo complesso, che ha attribuito la responsabilità esclusivamente ai morti, rifiutandosi di aprirsi a un confronto più ampio

## Vittime

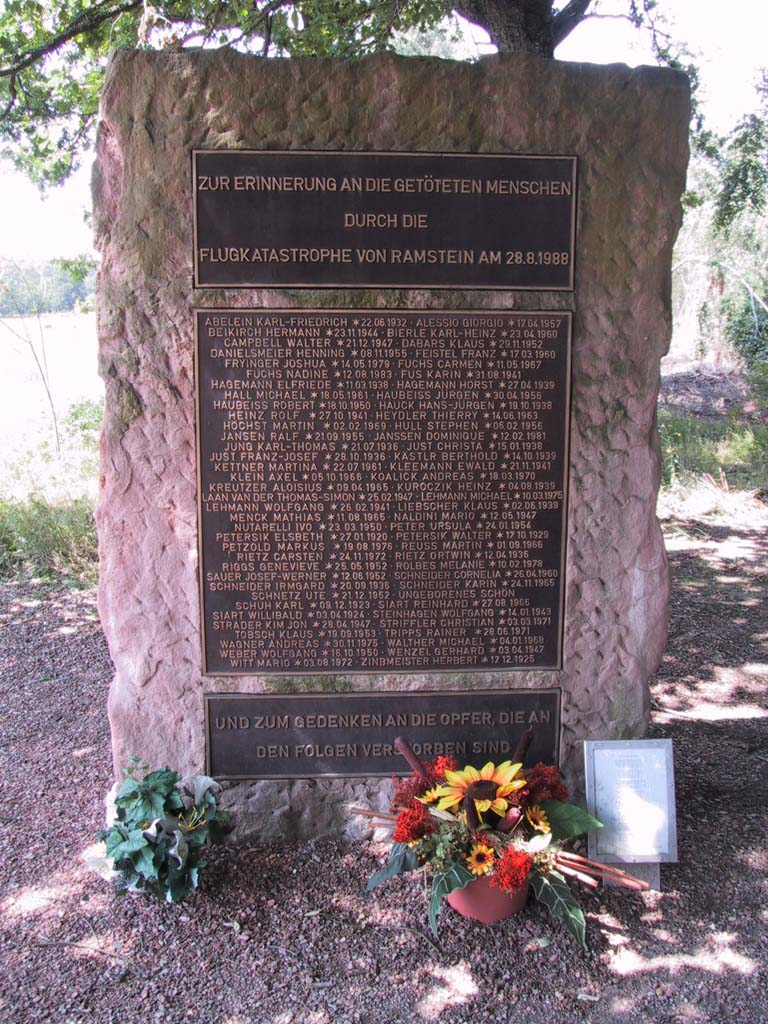
Stele commemorativa

- Abelein Karl-Friedrich (56)
- Alessio Giorgio (31)
- Beikirch Hermann (43)
- Bierle Karl-Heinz (28)
- Campbell Walter (40)
- Dabars Klaus (35)
- Danielsmeier Henning (32)
- Feistel Franz (28)
- Fryinger Joshua (9)
- Fuchs Carmen (21)
- Fuchs Nadine (5)
- Fus Karin (46)
- Hagemann Elfriede (50)
- Hagemann Horst (49)
- Hall Michael (27)
- Haubeiss Jürgen (32)
- Haubeiss Robert (37)
- Hauck Hans-Jürgen (49)
- Heinz Rolf (46)
- Heydler Thierry (25)
- Höchst Martin (19)
- Hull Stephen (32)
- Jansen Ralf (32)
- Janssen Dominique (7)
- Jung Karl-Thomas (52)
- Just Christa (50)
- Just Franz-Josef (51)
- Kästlr Berthold (48)
- Kettner Martina (27)
- Kleemann Ewald (46)
- Klein Axel (21)
- Koalick Andreas (18)
- Kreutzer Aloisius (23)
- Kuroczik Heinz (49)
- Laan Var Der Thomas-Simon (41)
- Lehmann Michael (13)
- Lehmann Wolfgang (47)
- Liebscher Klaus (49)
- Menck Mathias (22)
- Naldini Mario (41)
- Nutarelli Ivo (38)
- Peter Ursula (34)
- Petersik Elsbeth (68)
- Petersik Walter (58)
- Petzold Markus (12)
- Reuss Martin (21)
- Rietz Carsten (15)
- Rietz Ortwin (52)
- Riggs Genevieve (36)
- Rolbes Melanie (10)
- Sauer Josef-Werner (36)
- Schneider Cornelia (28)
- Schneider Irmgard (51)
- Schneider Karin (22)
- Schnetz Ute (35)
  - Ungeborenes Schön[17]
- Schuh Karl (64)
- Siart Reinhard (22)
- Siart Willibald (64)
- Steinhagen Wolfgang (45)
- Strader Kim Jon (41)
- Striffler Christian (17)
- Tobsch Klaus (34)
- Tripps Rainer (17)
- Wagner Andreas (12)
- Walther Michael (20)
- Weber Wolfgang (37)
- Wenzel Gerhard (41)
- Witt Mario (16)
- Zinßmeister Herbert (62)

## Le conseguenze
Le autorità diagnosticarono tra i sopravvissuti problemi dovuti allo stress post-traumatico accompagnato da tendenze al suicidio. Le vittime ottennero anche un risarcimento economico. Dopo il disastro, le manifestazioni aeree furono proibite in tutta la Germania Ovest; tale divieto fu revocato tre anni più tardi, previa introduzione di severe misure di sicurezza:
- furono aumentate le distanze minime dagli spettatori e l'altezza alla quale eseguire le acrobazie. La fotografia di una precedente manifestazione aerea del 1987 dimostra che non venivano sistemate barriere di sicurezza tra il pubblico e la pista; le regole esistenti prevedevano una distanza minima, in base al tipo di velivolo, di almeno 400 metri
- furono vietate le figure eseguite sopra la folla
- tutte le manovre dovevano essere approvate dall'autorità competente

La base di Ramstein non ha più ospitato manifestazioni aeree.

## I possibili collegamenti con la strage di Ustica
Le inchieste di due giornali quotidiani tedeschi, Tageszeitung e Der Spiegel, nell'aprile del 1991 ipotizzarono che l'incidente non fosse dovuto a un errore di manovra, ma a un sabotaggio eseguito per eliminare due testimoni della strage di Ustica.

Nella sentenza-ordinanza del giudice Rosario Priore sulla strage di Ustica, a pag. 4667, laddove il magistrato parla dei colonnelli Mario Naldini e Ivo Nutarelli, ufficiali dell'AM e componenti della pattuglia acrobatica, si legge: 
In ogni caso, il giudice si dice non convinto della connessione, a causa della «sproporzione tra fini e mezzi, e cioè che si dovesse cagionare una catastrofe, con modalità peraltro incerte nel conseguimento dell'obiettivo, cioè l'eliminazione di quei due testimoni per impedirne rivelazioni.»

## Nella cultura di massa
- Il gruppo musicale industrial metal tedesco Rammstein, fondato nel 1993, prende nome dall'incidente.[21][22] Seppur il nome della band abbia ricevuto una variazione nel testo per modificarne il riferimento e nel tempo la connessione all'incidente sia stata negata dai membri, il loro primo album contiene una canzone omonima il cui testo è inequivocabilmente riferito ai fatti dell'incidente.[23]
- Il DJ e produttore discografico Boris Brejcha era all'epoca un bambino di sei anni che si trovava tra la folla; fu ustionato dalle fiamme e trascorse sei mesi in ospedale. Riporta tuttora sul volto le cicatrici causate dall'incidente.[24]